# Присліп (749 м)
Присліп — гірський перевал в Західних Бещадах (Польща). Висота — 749 м над рівнем моря. Розташований між масивом Матрагора (990 м) та гірськими хребтами Присліп (1006 м) і Волосян. Перевал є межею гірського пасма Високий Діл.
Високий Діл історично був межею, по якій проходив розділ етнографічних територій розселення українських груп лемків та бойків. До 1946 року на цих теренах українці складали більшість населення, проте під час «Операції Вісла» їх було виселено до Польщі.
Перевал є широким та лісистим, через нього проходить регіональна дорога № 897 на відрізку Команча — Тісна.